# IC 791
IC 791 је спирална галаксија у сазвјежђу Береникина коса која се налази на листи објеката дубоког неба у Индекс каталогу.
Деклинација објекта је + 22° 38' 24" а ректасцензија 12h 26m 59,4s. Привидна величина (магнитуда) објекта IC 791 износи 13,2 а фотографска магнитуда 14,1. IC 791 је још познат и под ознакама UGC 7555, MCG 4-29-71, CGCG 128-89, NPM1G +22.0377, PGC 40783.